# Anthony Sherman
Pour les articles homonymes, voir Sherman.
(en) Statistiques sur pro-football-reference
Anthony Michael Sherman, né le 11 décembre 1988 à North Attleborough au Massachusetts, est un joueur américain de football américain qui a évolué pendant dix saisons (2011-2020) au poste de fullback dans la National Football League (NFL).

## Biographie

### Carrière universitaire
Étudiant à l'université du Connecticut, il a joué pour l'équipe des Huskies de 2007 à 2010 dans la NCAA Division I FBS.

### Carrière professionnelle
Il est sélectionné en 136e choix global lors du cinquième tour de la draft 2011 de la NFL par la franchise des Cardinals de l'Arizona.
Après deux saisons avec les Cardinals, il est échangé aux Chiefs de Kansas City en mai 2013 contre le cornerback Javier Arenas. Durant sa première saison avec les Chiefs, il marque son premier touchdown professionnel lors de la 8e semaine contre les Browns de Cleveland après avoir réceptionné une passe du quarterback Alex Smith. 
Il remporte avec les Chiefs le Super Bowl LIV après avoir battu 31 à 20 les 49ers de San Francisco.

## Statistiques
| Année              | Équipe                 | MJ  |     | Courses | Courses | Courses | Courses |       | Passes réceptionnées | Passes réceptionnées | Passes réceptionnées | Passes réceptionnées |
| Année              | Équipe                 | MJ  | Nb. | Yards   | Moy.    | TD      | Nb.     | Yards | Moy.                 | TD                   |                      |                      |
| 2011               | Cardinals de l'Arizona | 15  | 01  | 03      | 3,0     | 0       | 08      | 072   | 09,0                 | 0                    |                      |                      |
| 2012               | Cardinals de l'Arizona | 13  | 0   | 0       | 0,0     | 0       | 05      | 039   | 07,8                 | 0                    |                      |                      |
| 2013               | Chiefs de Kansas City  | 16  | 02  | 03      | 1,5     | 0       | 18      | 155   | 08,6                 | 1                    |                      |                      |
| 2014               | Chiefs de Kansas City  | 16  | 02  | 08      | 4,0     | 0       | 10      | 071   | 07,1                 | 1                    |                      |                      |
| 2015               | Chiefs de Kansas City  | 16  | 01  | 0       | 0,0     | 0       | 04      | 034   | 08,5                 | 0                    |                      |                      |
| 2016               | Chiefs de Kansas City  | 16  | 0   | 0       | 0,0     | 0       | 04      | 011   | 02,8                 | 0                    |                      |                      |
| 2017               | Chiefs de Kansas City  | 16  | 14  | 40      | 2,9     | 1       | 06      | 047   | 07,8                 | 0                    |                      |                      |
| 2018               | Chiefs de Kansas City  | 16  | 01  | 02      | 2,0     | 0       | 08      | 096   | 12,0                 | 1                    |                      |                      |
| 2019               | Chiefs de Kansas City  | 16  | 04  | 09      | 2,3     | 0       | 02      | 022   | 11,0                 | 0                    |                      |                      |
| 2020               | Chiefs de Kansas City  | 13  | 03  | 08      | 2,7     | 0       | 01      | 05    | 05,0                 | 1                    |                      |                      |
| Totaux en carrière | Totaux en carrière     | 153 | 25  | 65      | 2,6     | 1       | 65      | 547   | 08,4                 | 3                    |                      |                      |

| Année              | Équipe                 | MJ |     | Courses | Courses | Courses | Courses |       | Passes réceptionnées | Passes réceptionnées | Passes réceptionnées | Passes réceptionnées |
| Année              | Équipe                 | MJ | Nb. | Yards   | Moy.    | TD      | Nb.     | Yards | Moy.                 | TD                   |                      |                      |
| 2013               | Cardinals de l'Arizona | 1  | 0   | 0       | 0,0     | 0       | 2       | 1     | 0,5                  | 1                    |                      |                      |
| 2015               | Cardinals de l'Arizona | 2  | 0   | 0       | 0,0     | 0       | 2       | 4     | 2,0                  | 0                    |                      |                      |
| 2016               | Cardinals de l'Arizona | 1  | 0   | 0       | 0,0     | 0       | 1       | 3     | 3,0                  | 0                    |                      |                      |
| 2017               | Cardinals de l'Arizona | 1  | 0   | 0       | 0,0     | 0       | 0       | 0     | 0,0                  | 0                    |                      |                      |
| 2018               | Cardinals de l'Arizona | 2  | 0   | 0       | 0,0     | 0       | 0       | 0     | 0,0                  | 0                    |                      |                      |
| 2019               | Cardinals de l'Arizona | 3  | 0   | 0       | 0,0     | 0       | 0       | 0     | 0,0                  | 0                    |                      |                      |
| 2020               | Cardinals de l'Arizona | 3  | 0   | 0       | 0,0     | 0       | 0       | 0     | 0,0                  | 0                    |                      |                      |
| Totaux en carrière | Totaux en carrière     | 13 | 0   | 0       | 0,0     | 0       | 5       | 8     | 1,6                  | 1                    |                      |                      |